# Ha ballato una sola estate
Ha ballato una sola estate (Hon dansade en sommar) è un film del 1951 diretto da Arne Mattsson, adattamento del romanzo Sommardansen dello scrittore e giornalista svedese Per Olof Ekström.
È stato presentato in concorso al Festival di Cannes e alla 2ª edizione del Festival di Berlino, dove si è aggiudicato l'Orso d'oro.

## Trama
Göran è uno studente di 19 anni in vacanza presso la fattoria dello zio Anders. Qui entra in contatto con gli altri giovani del villaggio e conosce la diciassettenne Kerstin, della quale si innamora. La loro relazione è però contrastata dai parenti e da un mondo di adulti che vede nel loro amore una minaccia all'ordine sociale. Quando Kerstin rimane uccisa in un incidente, Göran viene accusato dal pastore locale di averla sedotta e condotta fuori dalla retta via.

## Distribuzione e accoglienza
Distribuito nelle sale svedesi dal 17 dicembre 1951, il film suscitò molte polemiche a livello internazionale per la sequenza in cui i due giovani protagonisti nuotano nudi nel lago Mälaren, nei pressi della cittadina svedese di Sigtuna, e per la successiva scena d'amore che includeva un primo piano del seno di Ulla Jacobsson; così come per il messaggio anticlericale scaturito dalla raffigurazione del pastore religioso come il principale "cattivo". Anche al Festival di Berlino fu tra le pellicole più commentate e controverse, e la scena di nudo destò un certo clamore, anche se alla fine fu accolta come espressione di una nuova libertà.
Nonostante i premi ricevuti, il film fu vietato in diversi Paesi, e anche negli Stati Uniti non fu distribuito nelle sale fino al 1955. Un anno prima era stato anche menzionato in un memorandum del New York State Education Department, redatto in relazione alla legge dello Stato di New York che aveva introdotto le definizioni di "immoralità" e "istigazione a delinquere" ai fini della censura cinematografica: tale memorandum citò come esempio proprio Ha ballato una sola estate, affermando che il film «contiene una scena in cui un ragazzo diciannovenne e una ragazza diciassettenne trascorrono una vacanza insieme, nuotano e si abbracciano nudi».

### Date di uscita
- Svezia (Hon dansade en sommar) – 17 dicembre 1951
- Danimarca (Hun dansede en sommernat) – 17 marzo 1952
- Francia (Elle n'a dansé qu'un seul été) – 7 maggio 1952
- Germania Ovest (Sie tanzte nur einen Sommer) – 22 agosto 1952
- Germania Est (Sie tanzte nur einen Sommer) – 17 ottobre 1952
- Finlandia (Hän tanssi kesän) – 7 novembre 1952
- Australia (One Summer of Happiness) – 12 giugno 1953
- Giappone (春の悶え) – 19 marzo 1954
- Portogallo (Ela Só Dançou Um Verão) – 30 giugno 1954
- Ungheria (Egy nyáron át táncolt) – 16 dicembre 1954
- USA (One Summer of Happiness) – 21 marzo 1955

## Riconoscimenti
- 1952 – Festival internazionale del cinema di Berlino
  - Orso d'oro
- 1952 – Festival di Cannes
  - Premio per le migliori musiche a Sven Sköld